# Пролив Маркема
Пролив Маркема (Маркама) — пролив в восточной части архипелага Земля Франца-Иосифа, разделяет острова Луиджи, Чамп и острова Кетлица, Нансена, Бромидж, Алджера, Нюкомба. Открыт и нанесён на карту в 1874 году австро-венгерской полярной экспедицией Вайпрехта-Пайера. Назван в честь полярного исследователя Альберта Гастингса Маркема. Пролив берёт своё начало у пролива Британский канал и заканчивается у Австрийского пролива.
Английский полярный исследователь Ф. Джексон оставил описание входной части пролива Маркема в своём дневнике «Тысяча дней в Арктике». Его записи начинаются 25 апреля 1895 года (вторник). По этим сведениям, углубившись в пролив примерно на восемь миль, экспедиция Джексона преодолела нагромождения торосистого льда и обнаружила расширяющийся к северо-западу участок, откуда не было видно земли. На следующий день, 26 апреля был проведён визуальный осмотр островов, окружающих пролив Маркема.
В 1896 году результаты исследований Джексона обсуждались на страницах британского журнала English Mechanics and the World of Science. По словам Джексона, ему пришлось полностью изменить на картах очертания пролива Маркема, так как они сильно отличались от сведений, полученных австро-венгерским исследователем Ю. Пайером.